# Miniodes discolor
Miniodes discolor là một loài bướm đêm trong họ Noctuidae.